# LFC TV
Az LFC TV a Liverpool FC magántelevíziója, mely 2007. szeptember 20-án indult. Ez a csatorna a Setanta Sports csomag részét képezi.
A csatornát részben a hivatalos oldalon is sugározzák az e-Season Ticket részeként, a hivatalos oldal felajánlása jóvoltából.

## Történet
A Liverpool FC TV (rövidítve LFC TV) egy új csatorna, hasonló a Celtic TV-hez, a Rangers TV-hez (mindkettőt a Setanta Sports működteti), az MUTV-hez és a Chelsea TV-hez. Az ír Setanta Sports aláírta a sok millió eurós megállapodást, így 2007 szeptemberétől biztosítja a kizárólagos műsorszórási jogokat a Liverpool FC új tv-csatornájának Angliában és Írországban.

## Tartalom
A Liverpool FC heti 30 óra eredeti tartalmat ígért minden hétre, ez a következőket tartalmazza:
- Exkluzív interjúk a személyzettel és játékosokkal
- Az összes Liverpool-meccs teljes ismétlése az összes versenyből, benne a mérkőzések utáni tudósítással és elemzéssel
- Az összes Liverpool FC-mérkőzés elő-értékelése
- Élő hírek
- Klasszikus meccsek
- Sok barátságos és tartalék-játék élő közvetítése.
- Interaktív studió-viták és show-k korábbi Liverpool-játékosokkal, támogatókkal, hírességrajongókkal és futball-szakértőkkel
- Dokumentumfilmek a klub történetéről
- John Barnes Show. Egy talk-show a jelenlegi és régebbi játékosokkal, menedzserekkel.

## Műsorvezetők
- Claire Rourke,[1] aki két évig a Real Madrid TV-nek dolgozott.
- Peter Mcdowall,[2] korábban a Radio City sport-műsorvezetője
- Matt Critchley[3]
- John Barnes, korábbi liverpooli és angol labdarúgó

## Külső hivatkozások
- LFC TV hírek
- LFC TV műsorújság